# Lucien Borne
Pour les articles homonymes, voir Borne.
Lucien Borne, né le 20 août 1884 et mort le 23 décembre 1954 à Québec, est un homme d'affaires et homme politique québécois. Il est maire de Québec de 1938 à 1953. Il détient le second plus long mandat à la mairie (quinze ans et dix mois), derrière Jean-Paul L'Allier. Il est l'arrière-grand-père de l'animatrice Geneviève Borne.

## Biographie

### Les premières années
Lucien-Hubert Borne est né le 20 août 1884 à Québec. Ses parents étaient des immigrants européens. Son père, Lucien Borne, était un Français originaire de l'Isère, et sa mère, Eva Jungblutt, une Luxembourgeoise.
Borne étudie d'abord à l'école Jacques-Cartier de Québec puis à celle de Mont-Saint-Louis à Montréal. C'est dans cette dernière institution qu'il fait connaissance avec le futur évêque de Québec, Jean-Marie-Rodrigue Villeneuve. En 1900, il débute dans le métier de tanneur de cuir dans la manufacture de son père située dans le quartier Limoilou. Durant les 36 années suivantes, il se consacre au développement de sa compagnie, devenant tour à tour secrétaire, trésorier puis gérant général. Devenu propriétaire de la manufacture, il finit par la faire déménager sur la rue Christophe-Colomb dans le quartier saint-Roch.
Intéressé de plus en plus par la politique, Lucien Borne se présente candidat libéral dans la circonscription de Québec-Centre lors de l'élection générale de 1936 mais est battu par le candidat de l'Union nationale, Philippe Hamel. Il se tourne vers la politique municipale et se présente, toujours en 1936, contre le maire sortant Joseph-Ernest Grégoire, partisan résolu de la nationalisation de l'électricité. Borne est de nouveau battu, Grégoire ayant obtenu une majorité de 3366 voix sur son adversaire.
Grégoire avait alors l'appui de Maurice Duplessis mais, devenu premier ministre, celui-ci renonce à une nationalisation prochaine de l'électricité et retire son appui à Grégoire. Lors de l'élection municipale du 21 février 1938, Lucien Borne, qui se représente contre Grégoire, a l'appui combiné de l'Union nationale et du Parti libéral et remporte l'élection par une majorité de 5571 voix. Il est assermenté le 1er mars.

### Maire de Québec
Au cours de son premier mandat, de 1938 à 1940, Borne commence à faire remplacer les tramways par un système d'autobus, jugé plus efficace. Un premier circuit est créé dans Limoilou, puis le système s'agrandit à la Haute-Ville, au quartier Stadacona puis à celui de Saint-Sauveur. À la fin des années 1940, les autobus ont remplacé les tramways partout sur le territoire de la municipalité.
Le 28 octobre 1940, Lucien Borne est réélu par acclamation. La même année, une première convention collective est signée par les employés municipaux.
Au cours des années suivantes, Lucien Borne tente de négocier la création d'un port franc pour la ville de Québec, mais le gouvernement fédéral refuse d'aller de l'avant dans ce projet et ce sera un échec. Il fait construire un égout collecteur pour la ville, qui sera inauguré en 1950. De même, il fait canaliser le ruisseau Saint-Michel, qui se jette dans la rivière Saint-Charles au niveau du Parc Cartier-Brébeuf, et qui était alors devenu un véritable dépotoir.
Le 27 octobre 1942, il défait par une forte majorité son adversaire Eugène Dussault  lors de l'élection municipale. Le 30 octobre 1944, il est réélu par acclamation. La même année, la Charte de la ville est amendée et l'élection municipale aura désormais lieu à tous les trois ans. Lors de l'élection suivante, le 27 octobre 1947, il est réélu par acclamation.
En 1945, Borne demande à l'héraldiste Maurice Brodeur de créer de nouvelles armoiries pour la ville. Le nouvel écusson, inauguré en 1947, représente la caravelle de Champlain, Le Don de Dieu, et la devise de la ville devient Don de Dieu — Feray Valoir.
Toujours en 1945, Lucien Borne fait pression pour que le siège de l'ONU soit installé à Québec. Il embauche les architectes Adrien Dufresne et Édouard Fiset, qui font l'ébauche d'un Palais des Nations-Unies, qui coûterait 20 millions$, qui serait édifié sur les Plaines d'Abraham et qui s'étendrait de l'Anse au Foulon au Chemin Sainte-Foy. Les plans du bâtiment sont rendus publics dans La Presse et dans L'Action catholique du 9 juin 1945. Cependant, Québec ne fait pas partie des villes favorites de la Commission préparatoire des Nations-Unies et le projet est finalement abandonné.
En 1947, la ville de Québec achète au gouvernement fédéral les terrains de l'Arsenal de Saint-Malo, où étaient érigés des usines et des entrepôts de munitions pendant la Seconde Guerre mondiale. Après un réaménagement, le Centre industriel de Saint-Malo est inauguré en 1953.
Le Colisée de Québec, inauguré en 1949, est une autre réalisation de cette époque.

### Les dernières années
Lucien Borne est réélu par acclamation lors de l'élection du 21 novembre 1950 mais celle-ci est annulée par la Cour, car un adversaire a présenté sa candidature quelques minutes avant la fin des mises en candidatures. Une nouvelle élection a lieu le 9 avril 1951 et Lucien Borne les remporte haut la main.
Durant son dernier mandat, le maire déclare vouloir protéger le cœur historique de Québec contre la croissance démographique effrénée d'après-guerre. Il permet cependant à l'Hôtel-Dieu de Québec de s'agrandir par la démolition de plusieurs maisons historiques et par une dérogation au zonage, ce qui permet à l'hôpital de s'élever à 12 étages. Cette rénovation prête alors à controverse entre les modernistes, qui veulent que la capitale s'adapte aux tendances contemporaines du XXe siècle, et les traditionalistes, qui désirent préserver le caractère historique du Vieux-Québec.
En 1952, Lucien Borne demande en vain au gouvernement Duplessis de créer une commission d'urbanisme, dont l'un des buts serait de procurer à la ville un éclat digne d'une capitale. Il entreprend des pourparlers avec l'architecte français Jacques Gréber pour un plan d'embellissement de la cité. En 1953, il revient malade d'un voyage en Europe et décide de ne pas se représenter aux élections municipales de l'automne. Wilfrid Hamel, ancien ministre du gouvernement Godbout, lui succède à la mairie.
Lucien Borne meurt d'une crise cardiaque à Québec le 23 décembre 1954. Il est inhumé au cimetière Saint-Charles.

## Hommages
Sont nommés en sa mémoire à Québec : la rue Borne (nommée en 1955), le centre Lucien-Borne et le parc Lucien-Borne (nommé en 1991). Le parc a été renommé en 2023 parc Karim-Ouellet.